# Blarina
Blarina (Blarina) – rodzaj ssaków z podrodziny ryjówek (Soricinae) w obrębie rodziny ryjówkowatych (Soricidae).

## Występowanie
Rodzaj obejmuje gatunki występujące w Ameryce Północnej.

## Morfologia
Długość ciała (bez ogona) 69–114 mm, długość ogona 12–32 mm, długość tylnej stopy 10–19 mm; masa ciała 5–30 g.

## Systematyka
Rodzaj zdefiniował w 1838 roku angielski zoolog John Edward Gray na łamach Proceedings of the Zoological Society of London. Na gatunek typowy Gray wyznaczył (oznaczenie monotypowe) blarinę krótkoogonową (B. brevicauda).

### Nazewnictwo
- Blarina (Blaria): etymologia niejasna, Gray nie wyjaśnił pochodzenia nazwy rodzajowej[12].
- Brachysorex: gr. βραχύς brakhus ‘krótki’; rodzaj Sorex Linnaeus, 1758 (ryjówka)[13]. Gatunek typowy: Duvernoy wymienił dwa gatunki – Sorex brevicaudus Say, 1823 i Brachysorex harlani Duvernoy, 1842 (= Sorex parvus Say, 1823) – z których typem nomenklatorycznym jest Sorex brevicaudus Say, 1823.
- Talposorex: zbitka wyrazowa nazw rodzajów: Talpa Linnaeus, 1758 (kret) oraz Sorex Linnaeus, 1758 (ryjówka)[14]. Gatunek typowy (oryginalne oznaczenie): Talpasorex platyurus Pomel, 1848 (= Sorex carolinensis Bachman, 1837).
- Anotus: gr. negatywny przyrostek  αν an ‘bez’; ους ous, ωτoς otos ‘ucho’[15]. Gatunek typowy (oznaczenie monotypowe): Sorex carolinensis Bachman, 1837.
- Mamblarinaus: modyfikacja zaproponowana przez meksykańskiego przyrodnika Alfonso Luisa Herrerę w 1899 roku polegająca na dodaniu do nazwy rodzaju przedrostka Mam (od Mammalia)[16].

### Podział systematyczny
Do rodzaju należą następujące gatunki:
- Blarina hylophaga D.G. Elliot, 1899 – blarina luizjańska
- Blarina brevicauda (Say, 1823) – blarina krótkoogonowa
- Blarina carolinensis (Bachman, 1837) – blarina południowa
- Blarina peninsulae Merriam, 1895 – blarina florydzka
- Blarina shermani Hamilton, 1955